# Macroparalepis macrogeneion
Macroparalepis macrogeneion är en fiskart som beskrevs av Post, 1973. Macroparalepis macrogeneion ingår i släktet Macroparalepis och familjen laxtobisfiskar. Inga underarter finns listade i Catalogue of Life.